# 1.º Prêmio Angelo Agostini
O 1.º Prêmio Angelo Agostini (também chamado Troféu Angelo Agostini) foi um evento organizado pela Associação dos Quadrinhistas e Caricaturistas do Estado de São Paulo (ACQ-ESP) com o propósito de homenagear quatro quadrinistas brasileiros com o título de Mestre do Quadrinho Nacional.

## História
A primeira edição do Prêmio Angelo Agostini foi realizada no dia 30 de janeiro de 1985 como parte das comemorações pelo Dia do Quadrinho Nacional, data que foi instituída pela AQC-ESP a partir da ideia do quadrinista Ofeliano de Almeida de fazer uma homenagem ao pioneiro Angelo Agostini, cuja primeiro episódio da série As Aventuras de Nhô Quim ou Impressões de Uma Viagem à Corte, então considerada o primeiro quadrinho brasileiro, estrearam em 30 de janeiro de 1869.
Os quatro homenageados desta primeira edição do prêmio (profissionais que dedicaram, pelo menos, vinte e cinco anos de seu trabalho aos quadrinhos nacionais) foram escolhidos pela diretoria da AQC-ESP e receberam como troféu uma placa em clichê do primeiro episódio de Nhô Quim. A cerimônia de entrega de troféus foi realizada no Sesc Pompeia, em São Paulo. Como parte do evento, foi também realizada durante todo o mês de fevereiro, no mesmo local, uma exposição sobre a história dos quadrinhos no Brasil.

## Prêmios
| Categoria                    | Vencedores        |
| ---------------------------- | ----------------- |
| Mestre do Quadrinho Nacional | Eugenio Colonnese |
| Mestre do Quadrinho Nacional | Jayme Cortez      |
| Mestre do Quadrinho Nacional | Messias de Mello  |
| Mestre do Quadrinho Nacional | Rodolfo Zalla     |